# Ślazówka turyngska
Ślazówka turyngska (Lavatera thuringiaca L.) – gatunek rośliny należący do rodziny ślazowatych. Pochodzi z południowo-wschodniej i środkowej Europy. W Polsce jest gatunkiem rzadkim, przynajmniej na części obszaru prawdopodobnie kenofitem. W piśmiennictwie naukowym stosowany jest epitet gatunkowy "turyngska", mimo że jest on zbudowany niezgodnie z regułami języka polskiego.

## Zasięg geograficzny
Zasięg gatunku obejmuje szeroki pas od Morza Adriatyckiego na zachodzie po Jezioro Bajkał na wschodzie. Rozproszone stanowiska na zachodnich krańcach zasięgu ma na Korsyce i w Niemczech, północna granica zwartego zasięgu biegnie przez środkową Polskę, przy czym rozproszone stanowiska gatunek ma także w Szwecji i w Finlandii. Na południu zasięg obejmuje rejon Kaukazu, wybrzeża Morza Czarnego i Półwysep Bałkański z wyjątkiem Grecji. Jako gatunek zawleczony występuje także w Ameryce Północnej. W Polsce, na Niżu Polskim, z rzadka tylko można go spotkać w niższych położeniach górskich, notowany na licznych stanowiskach w rejonie Kujaw, na Dolnym Śląsku i w Małopolsce. Nieliczne stanowiska na północy (na Pomorzu i na północno-wschodnich krańcach kraju) uznawane są za synantropijne. Z badań nad florą grodzisk Wielkopolski wynika, że występowanie tego gatunku w tym obszarze można powiązać z osadnictwem prehistorycznym i z okresu wczesnego średniowiecza. Świadczy to o tym, że przynajmniej na tym terenie gatunek ten może mieć status archeofita.

## Morfologia
ŁodygaProsto wzniesiona, pojedyncza i sztywna, o wysokości 50–130 cm (rzadko do 200 cm). Cała, zwłaszcza w górnej części, jest pokryta gęstymi, gwiazdkowatymi włoskami, które nadają jej szary kolor.
KorzeńGłęboki, palowy, rozgałęziony.
LiścieUlistnienie skrętoległe. Najniższe, odziomkowe liście są sercowato okrągławe, wyższe 3-5 klapowe z największą łatką środkową, najwyższe są jajowate. Podobnie jak łodyga, są gęsto pokryte gwiazdkowatymi włoskami, szczególnie na spodniej stronie.

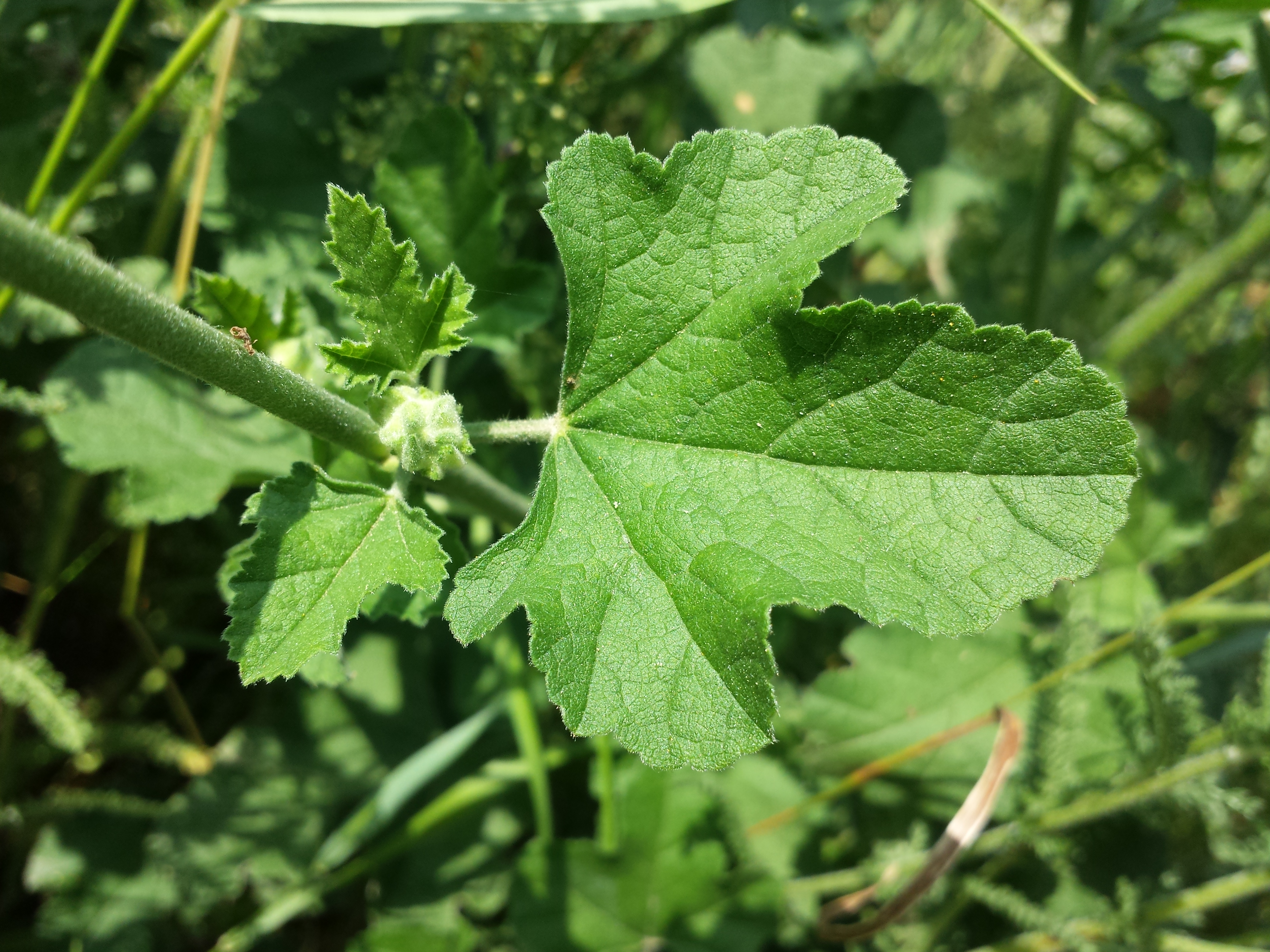
Liść
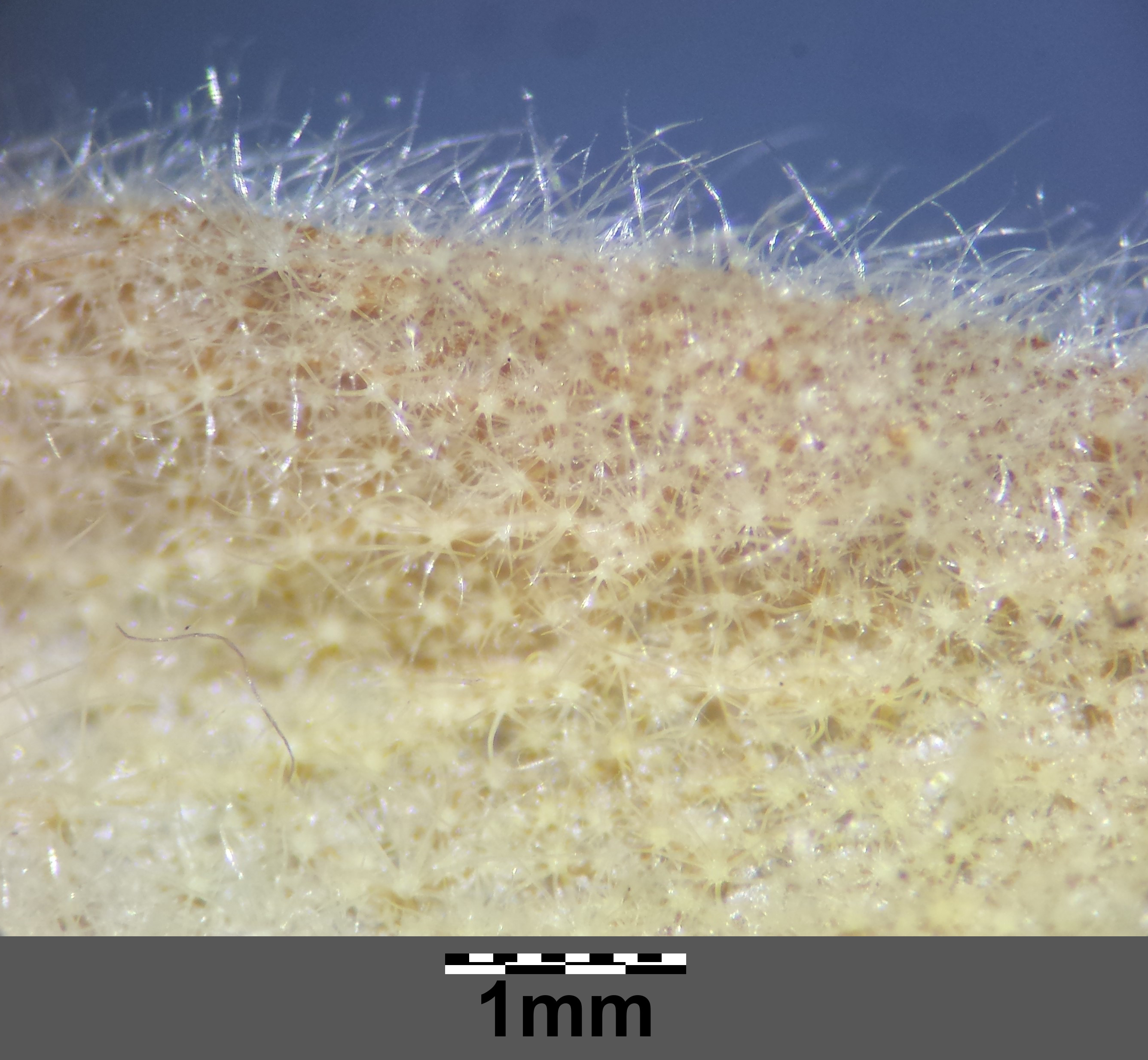
Gwiazdkowate włoski

KwiatyW dolnej części łodygi pojedynczo wyrastają w kątach liści, górą tworzą grono. Są duże (średnica 5–8 cm), 5-krotne, mają jasnoróżowe płatki korony z ciemniejszymi żyłkami, są głęboko wycięte. Czasami (rzadko) trafiają się kwiaty niebieskie. Szerokojajowate działki kielicha są 3–4 razy krótsze od płatków korony i są gęsto owłosione. Pod kielichem krótki, 3-krotny kieliszek.
OwocOkrągława rozłupnia zawierająca 20-23 nagich rozłupek.

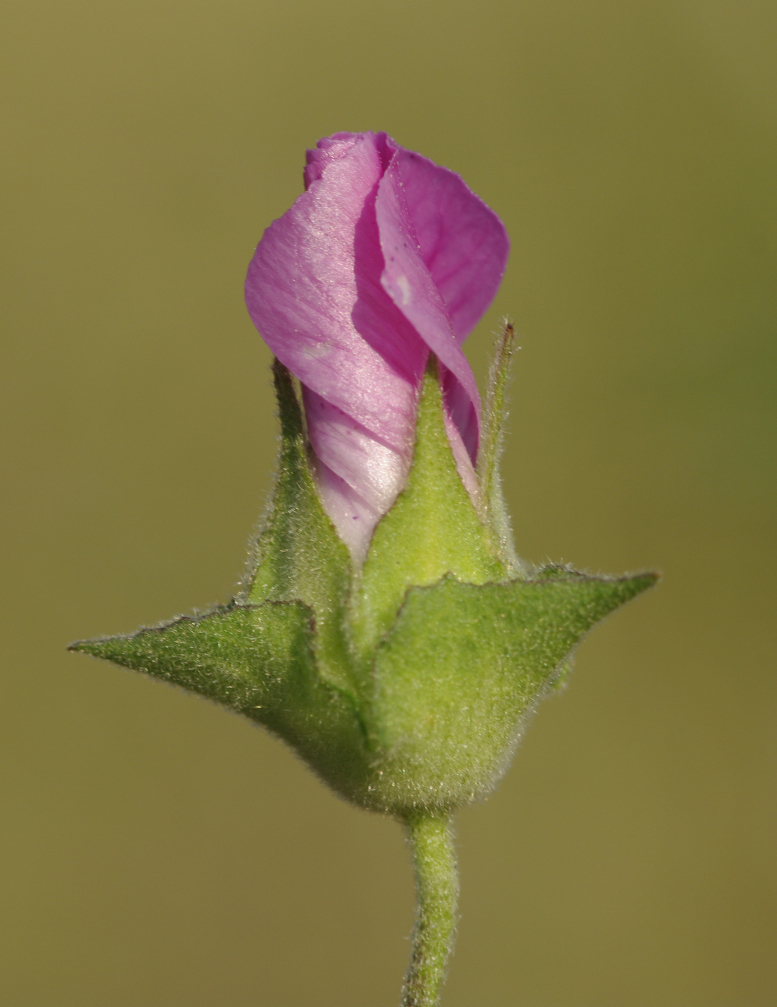
Pąk kwiatowy
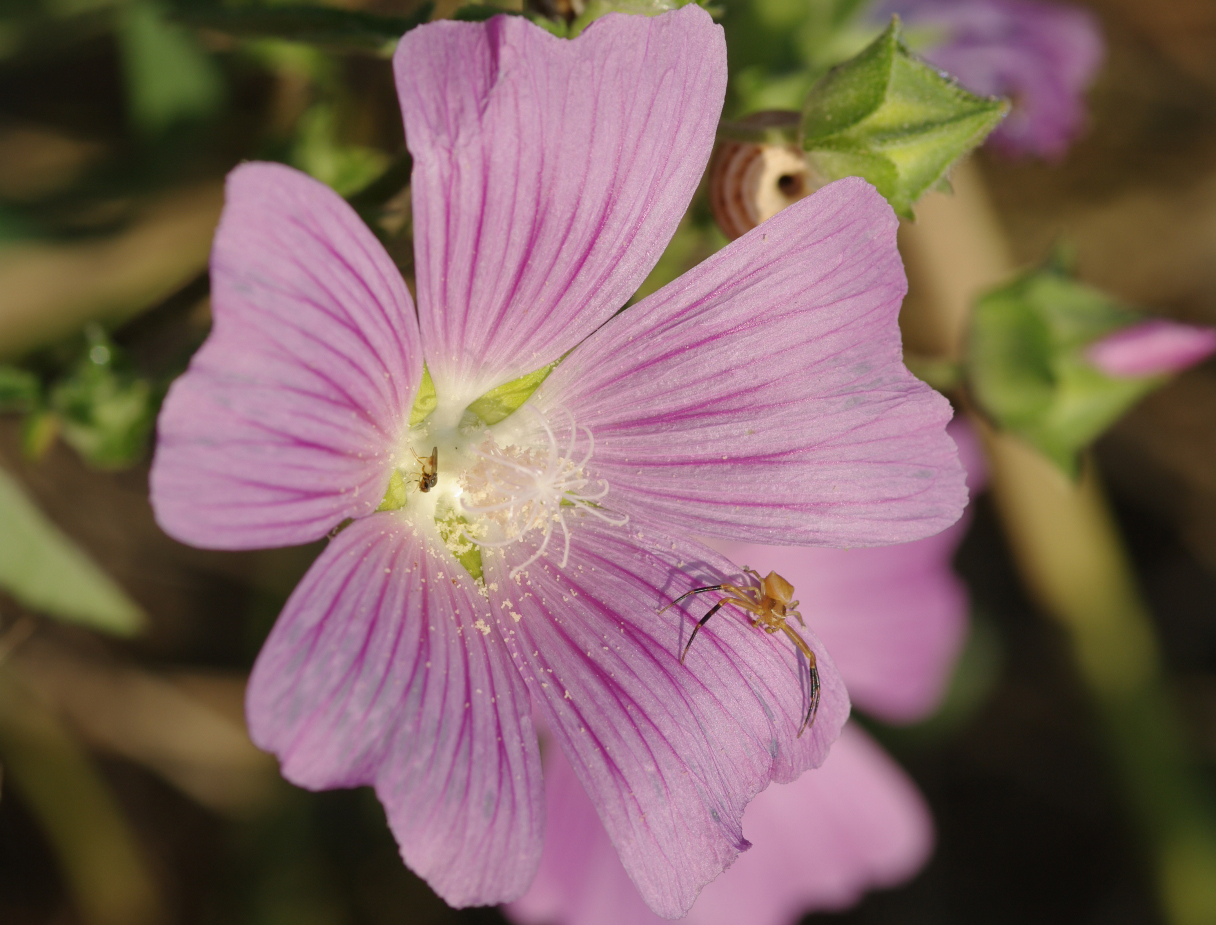
Kwiat
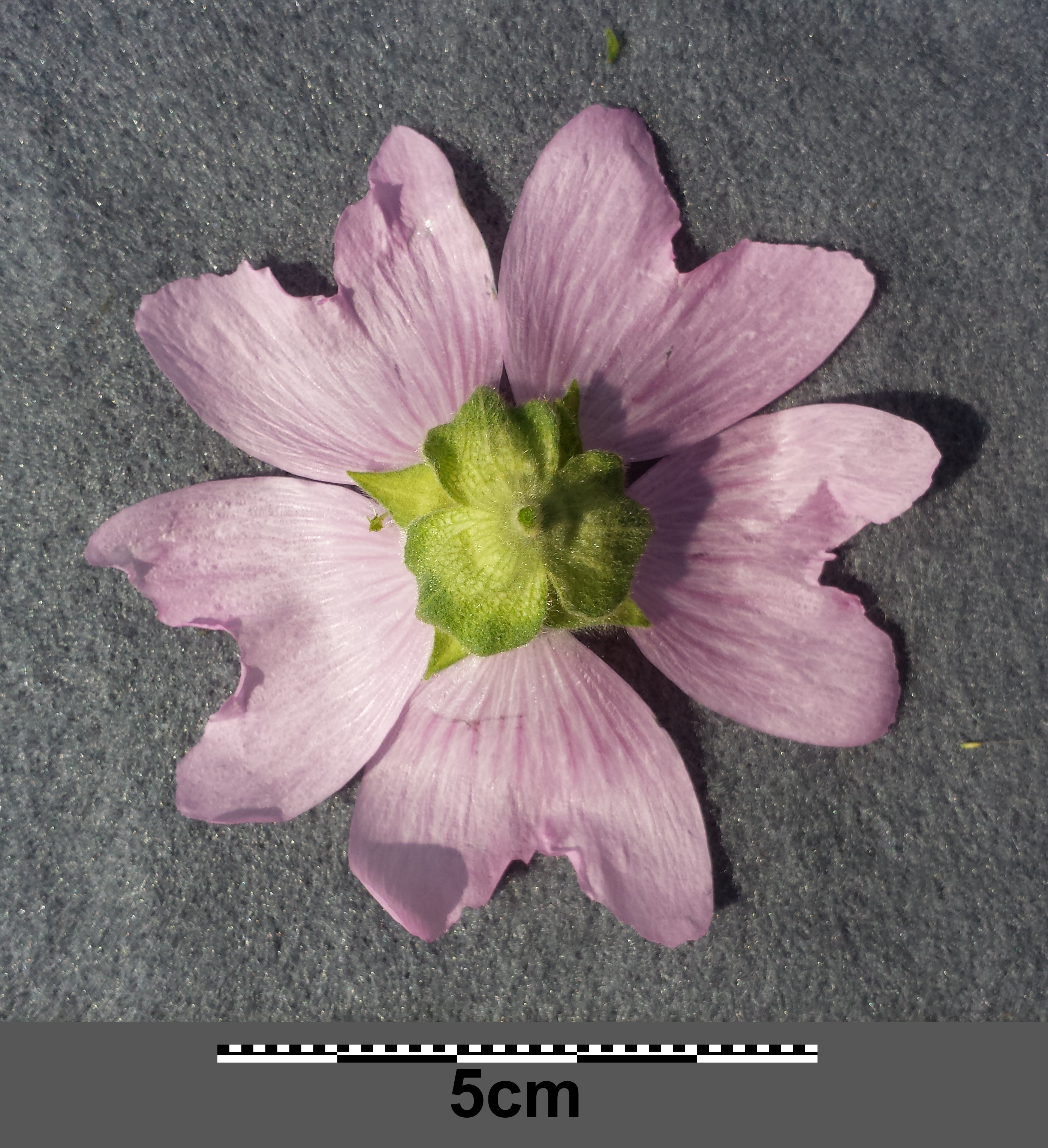
Kwiat
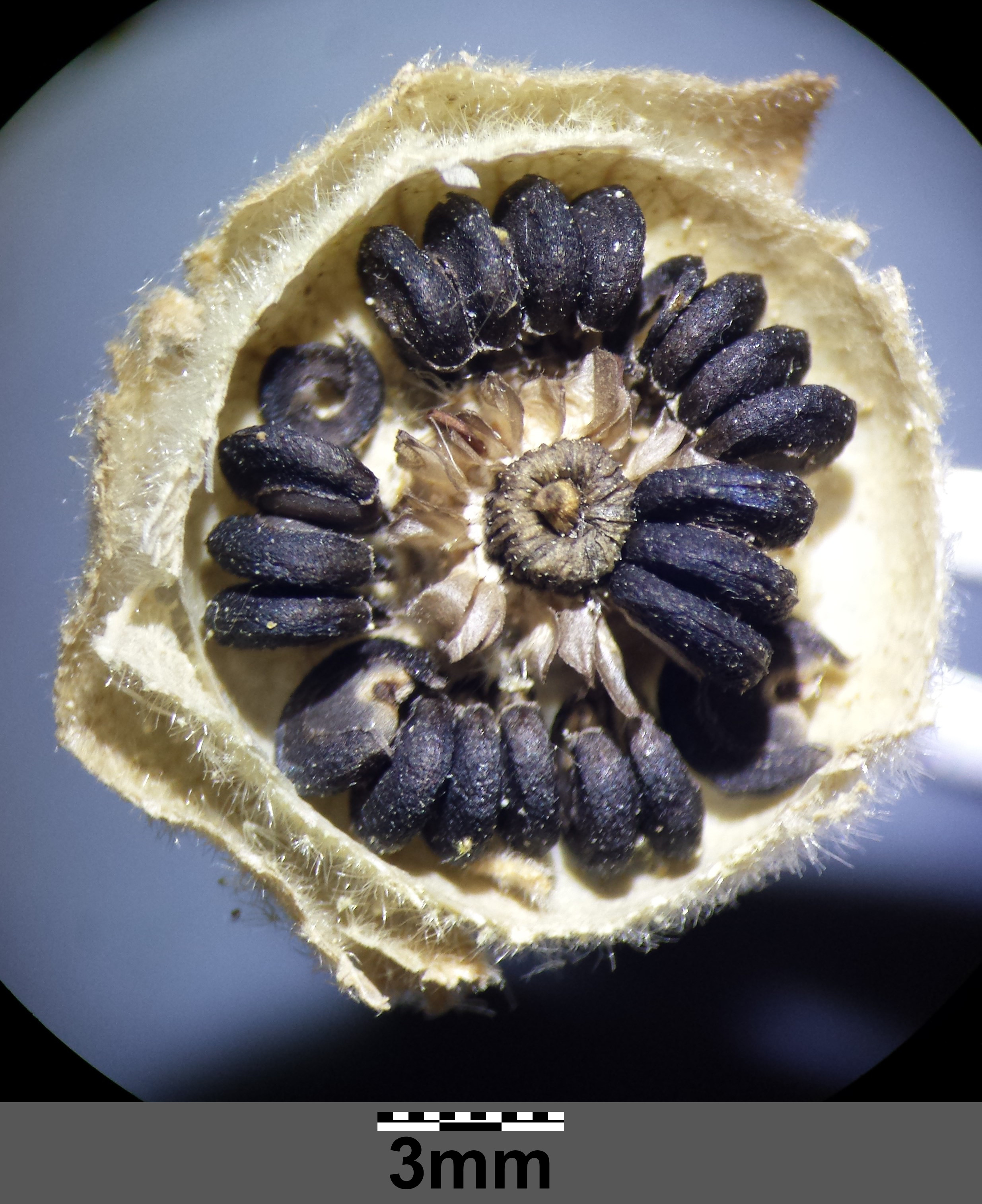
Owoc
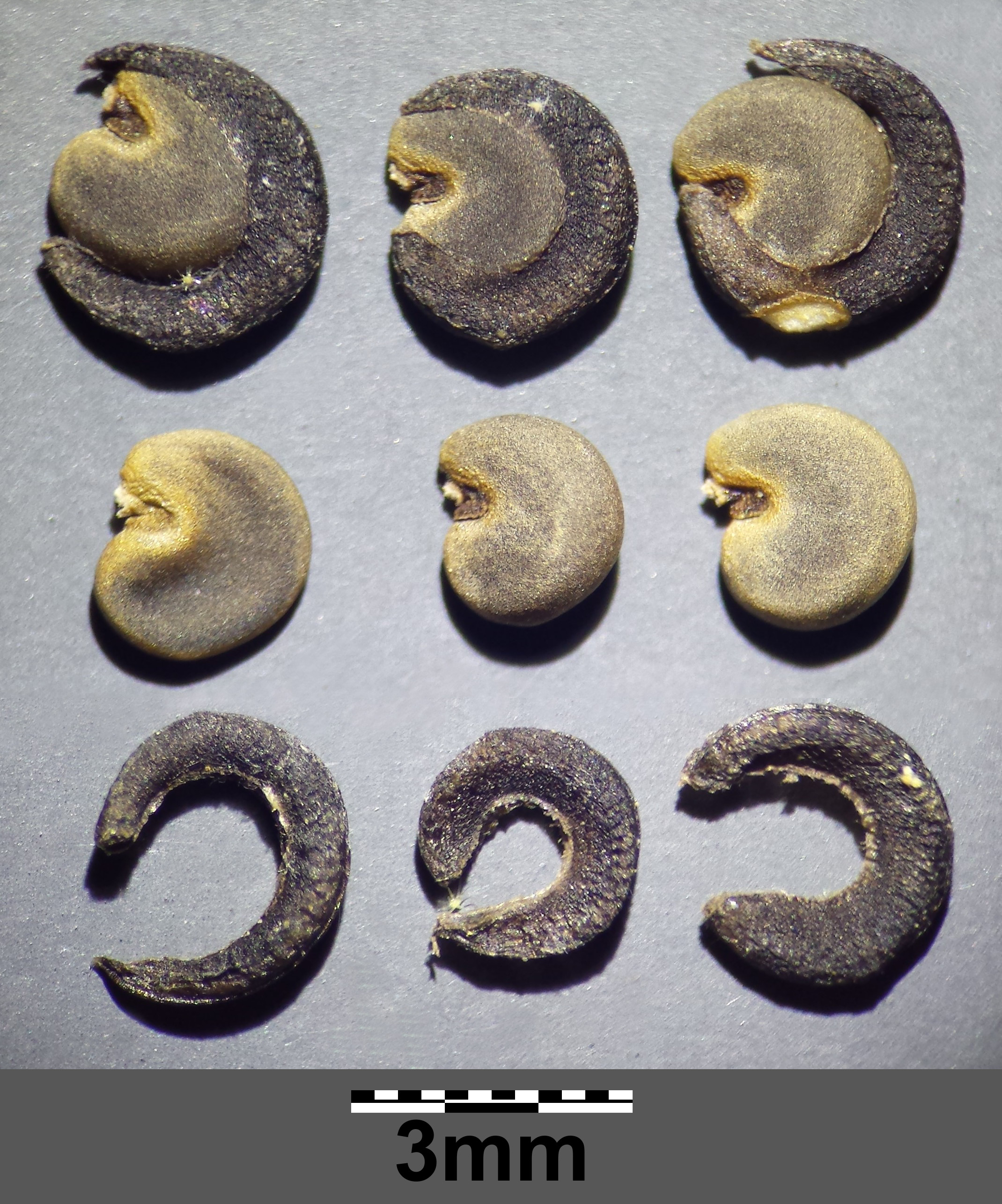
Rozłupki

Gatunki podobneBardziej popularna w uprawie ślazówka letnia ma kwiaty bez wyraźnego wycięcia na szczycie płatków. Okazała malwa różowa zwana popularnie malwą ogrodową osiąga 3 m wysokości, ma kwiaty większe do 10 cm średnicy, wyrastające po 1–4 w kątach liści i 6-krotny kieliszek.

## Biologia i ekologia
Bylina, hemikryptofit. Kwitnie od czerwca do lipca (czasami jeszcze we wrześniu). Rośnie w zaroślach, na brzegach rzek i na solniskach, na suchych murawach, przydrożach, suchych wzgórzach. W górach w Polsce sięga do wysokości 500 m n.p.m., w Turcji do 2800 m n.p.m.. Jeśli nie jest niszczona na stanowiskach przed wydaniem nasion, rozsiewa się i nieraz występuje masowo. Liczba chromosomów 2n = 40, 44.

## Zastosowanie i uprawa
Jest uprawiana jako roślina ozdobna. Może być uprawiana w grupach z tyłu rabaty (ze względu na swoją wysokość) lub jako kwitnący żywopłot. Zalecana do sadzenia w grupach w partiach krajobrazowych w miejscach suchych i słonecznych. Istnieją odmiany o różnej barwie kwiatów. 
Jest łatwa w uprawie. Rośnie na każdej przepuszczalnej glebie. Wymaga stanowiska słonecznego. Po przekwitnięciu przycina się roślinę, pobudza ją to do rozkrzewiania i dalszego obfitego kwitnienia. Rozmnaża się ją z nasion wysiewanych wiosną lub zaraz po zbiorze, najlepiej od razu do gleby na miejscu, gdzie ma rosnąć, sadzonki bowiem źle ukorzeniają się.